# 393. Infanterie-Division (Wehrmacht)
Die 393. Infanterie-Division war eine deutsche Infanteriedivision im Zweiten Weltkrieg.

## Divisionsgeschichte
Die Division wurde am 15. März 1940 im Rahmen der 9. Aufstellungswelle als Landesschützen-Division in Warschau aufgestellt. Hierfür wurde der Stab der Division z.b.V. 423 herangezogen. Friedensstandort wurde Bromberg, später Lingen, im Wehrkreis VI.
Zum 10. Juli 1940 wurden die Regimenter der Division in die Heimat in den Wehrkreis VI verlegt und stellten dort drei Wachbataillone (659, 660 und 661) auf. Von Juli 1940, nach dem französischen Waffenstillstand Ende Juni 1940, an war die Division dem Befehlshaber der Ersatztruppen, welcher bei der 18. Armee eingesetzt war, im Wehrkreis VI zur Auflösung unterstellt.
Am 1. August 1940 wurde die Division aufgelöst. Der Stab wurde für den Stab der Oberfeldkommandantur 393 in Warschau eingesetzt. Die Regimenter wurden zu je zwei Heimatwach-Bataillone umorganisiert. welche zur Bewachung von Kriegsgefangenen eingesetzt wurden. Am 1. Januar 1941 wurde diese in Landesschützen-Bataillone 494 (ehemals I./659), 495 (ehemals II./659), 496 (ehemals I./660), 497 (ehemals II./660), 498 (ehemals I./661) und 499 (ehemals III./661) umbenannt. Die Wachbataillone wurde in Polen zu den Landesschützen-Bataillone 972, 973 und 974 überführt.

## Kommandeure
- Generalmajor Theodor von Wrede: von der Aufstellung bis März 1940, ehemaliger Kommandeur der Division z.b.V. 423
- Generalmajor Karl von Oven: von Mitte Mai 1940 bis zur Auflösung

## Gliederung
- Infanterie-Regiment 659 I.–III. aus dem Landesschützen-Regiments-Stab II./VI und den Landesschützen-Bataillonen XIII./VI, XIX./VI und VI./VI

- Infanterie-Regiment 660 I.–III. aus dem Landesschützen-Regiments-Stab II./XI und den Landesschützen-Bataillonen II./VII, VII./IX und V./XI
- Infanterie-Regiment 661 I.–III. aus dem Stab der Feldkommandantur 607, dem Wachbataillon 521 und den Landesschützen-Bataillonen IV./I und XIV./I
- Aufklärung-Schwadron 393
- Nachrichten-Kompanie 393
- Divisions-Nachschub-Einheiten 393